# Ronde van Bolivia
De Ronde van Bolivia (Spaans: Vuelta a Bolivia) was een meerdaagse wielerwedstrijd in Bolivia en onderdeel van de UCI America Tour. De Ronde van Bolivia werd georganiseerd ter vervanging van de Doble Copacabana GP Fides; de eerste editie vond plaats in 2008, de winnaar was de Colombiaan Luis Fernando Camargo. De koers had een UCI classificatie van 2.2.
Na de editie van 2013 werd besloten te stoppen met het organiseren van de Ronde van Bolivia. Redenen hiervoor waren financiële problemen en gebrek aan interesse van het publiek.